# Зугдіді (футбольний клуб)
«Зугдіді» (груз. საფეხბურთო კლუბი ზუგდიდი) — грузинський футбольний клуб з міста Зугдіді. Виступає на Центральному стадіоні в селі Ганарджіїс-Мухурі, що вміщає 2000 глядачів.

## Назви
- 1918-19??: «Одіші» Зугдіді (груз. ოდიში ზუგდიდი)
- 1964—1965: «Енгуресі» Зугдіді (груз. ენგურჰესი ზუგდიდი)
- 1965—1973: «Енгурі» Зугдіді (груз. ენგური ზუგდიდი)
- 1974—1990: «Динамо» Зугдіді (груз. დინამო ზუგდიდი)
- 1990—1994: «Одіші» Зугдіді
- 1994—1995: «Динамо» Зугдіді
- 1995—1996: «Динамо-Одіші» Зугдіді
- 1996—1999: «Одіші» Зугдіді
- 2000—2001: «Динамо» Зугдіді
- 2001—2003: «Лазіка» Зугдіді (груз. ლაზიკა ზუგდიდი)
- 2003: «Спартак-Лазіка» Зугдіді (груз. სპარტაკ-ლაზიკა ზუგდიდი)
- 2004: «Динамо» Зугдіді
- 2004—2006: «Зугдіді»
- 2006—2009: «Мглебі» Зугдіді (груз. მგლები ზუგდიდი)
- 2009—2012: «Байя» Зугдіді (груз. ბაია ზუგდიდი)
- 2012—н. ч.: «Зугдіді»

## Історія
Футбольний клуб з Зугдіді веде свою історію з 1918 року, коли була організована команда «Одіші». Колектив неодноразово змінював свої назви: «Енгуресі», «Енгурі», «Динамо», «Динамо-Одіші», «Лазіка», «Спартак-Лазіка», «Мглебі», «Байя», з 2012 року — ФК «Зугдіді» . У 1965—1969 та 1974—1980 роках команда виступала в чемпіонаті СРСР (клас «Б», 2 ліга). Найкращим досягненням стало третє місце в зональному турнірі (1978). Під час виступів на регіональному рівні клуб двічі вигравав чемпіонат ГРСР (1964, 1973) та двічі кубок ГРСР (1973, 1984).
З 1990 року клуб бере участь в чемпіонатах незалежної Грузії. До 1999 року грав у вищій лізі, потім сім сезонів провів у другому дивізіоні, лише на рік повернувшись до еліти в сезоні 2003/04. У Умаглесі лігу остаточно повернувся лише в 2007 році. Вище всього команда Зугдіді піднімалася в першостях 1994/95 та 1997/98 (5-е місце). У сезоні 2014/15 «Зугдіді» зайняло 12-у позицію в чемпіонаті країни.
У січні 2016 року колектив очолив український тренер Юрій Бакалов, який відразу запросив до команди співвітчизників Сергія Чеботарьова та Євгена Коваленка.

## Досягнення
- Чемпіон Грузинської РСР: 1964, 1973
- Володар кубка Грузинської РСР: 1973, 1984
- Переможець Ліги Пірвелі: 2003, 2007